# Bathylaimus denticaudatus
Bathylaimus denticaudatus är en rundmaskart. Bathylaimus denticaudatus ingår i släktet Bathylaimus, och familjen Tripyloididae. Arten är reproducerande i Sverige.